# Параду (футбольний клуб)
Параду Атлетік Клаб або просто «Параду» (араб. نادي بارادو) — професіональний алжирський футбольний клуб з міста Алжир. Свої домашні поєдинки проводить на стадіоні «Омар Хаммаді». Клубні кольори — блакитний та жовтний.

## Історія
Параду Атлетік клуб було засновано 1994 року в місті Алжир. Засновником клубу стала команда з сусіднього міста, Гідра, а першими гравцями «Параду» стали футболісти молодіжного складу «Гідри», які не мали жодного шансу пробитися до основного складу свого клубу. З моменту свого створення й до сезону 2005/06 років зумів послідовно пройти 8 дивізіонів, перш ніж вийти до Алжирської Професіональної Ліги 1. Того сезону команда досягла найбільшого успіху в своїй історії — посіла 8-ме місце в національному чемпіонаті. Проте вже за підсмками наступного сезону посіли 14-те місце та вилетіли до Алжирської Професіональної Ліги 2 У сезонах 2007/08—2011/12 років продовжував свої виступи в другому дивізіоні національного чемпіонату. Проте в сезоні 2012/13 років команда не вийшла на старт в національному чемпіонаті, а продовжила свої виступи в регіональних змаганнях. У сезоні 2014/15 років клуб став переможцем центральної групи третього дивізіону чемпіонату Алжиру. Починаючи з сезону 2015/16 років клуб знову виступає в Алжирській Професіональній Лізі 2.

## Досягнення
- Алжирська Професіональна Ліга 2
  -  Срібний призер (1): 2004/05
  -  Бронзовий призер (1): 2003/04 (Група «Центр»)

- Група «Центр» Третього дивізіону чемпіонату Алжиру з футболу
  -  Чемпіон (2): 2002/03, 2014/15

## Молодіжна академія клубу
У 2007 році «Параду» разом з JMG Academy заснувало власну футбольну школу, яку очолив француз Жан-Марк Гію. Протягом 7 років інвестори вклали в розбудову академії близько € 600 000, ці кошти були витрачені на придбання земельної ділянки в Тессалі Ель-Мерджа (передмістя Алжиру), атакож на побудову житла й тренувальної бази для гравців та персоналу клубу. З моменту свого створення академія діяла дуже успішно. В даний час команда складається з гравців у віці від 13 до 15 років, ця команда нерідко обігрувала команди, які були старші за гравців академії, до того ж інколи вони це робили босоніж або без голкіпера. Зараз команду тренують Олів'є Жиллу та Джамель Аїш.

## Відомі гравці
- Ламурі Джедіат: виступав у ЕС Сетіф, АСО Шлеф, а також в УСМ Алжир.
- Саад Теджар: виступав у Кабілія та УСМ Алжир.
- Хосін Ель-Орфі: виступав у Кабілія та УСМ Алжир.
- Мохтар Бенмусса: виступав у ЕС Сетіф та УСМ Алжир.